# Olivier Mattéoni
Olivier Mattéoni, né en 1961, est un enseignant-chercheur et historien français. Professeur des universités, titulaire d'une chaire d'histoire médiévale de l'université Panthéon-Sorbonne, il est spécialiste de l'histoire politique et sociale du Moyen Âge tardif ainsi que de la maison capétienne de Bourbon.

## Biographie

### Carrière universitaire
Agrégé d'histoire en 1984, Olivier Mattéoni prépare ensuite une thèse d'histoire sous la direction de Bernard Guenée à l'université Panthéon-Sorbonne. Intitulée Servir le prince. Les officiers des ducs de Bourbon à la fin du Moyen Âge (1356-1523). Étude d’une société politique, elle est soutenue en 1994 devant un jury composé de Claude Gauvard, Françoise Autrand, Albert Rigaudière, André Leguai et Bernard Guenée. Elle est publiée en 1998 et obtient le prix Achille Allier du conseil départemental de l'Allier l'année suivante et le 2e prix Gobert de l’Académie des inscriptions et belles-lettres en 2000,. Il se voit également décerner une médaille de bronze du CNRS en 2000.
Il devient ensuite maître de conférence à l'université Panthéon-Sorbonne et intègre le laboratoire de médiévistique occidentale de Paris. En 2008, il obtient une habilitation à diriger des recherches (HDR), avec pour sujet « Institutions et  pouvoirs  en  France  à  la  fin  du  Moyen  Âge ». Il en tire un livre consacré à la politique du duc Jean II de Bourbon et au procès intenté à celui-ci par le roi Louis XI, publié en 2012.
Deux ans après la soutenance de son HDR, Olivier Mattéoni est nommé professeur à l'université Panthéon-Sorbonne et succède à Claude Gauvard. Il est directeur adjoint du laboratoire de médiévistique occidentale de Paris de 2014 à 2018.
Il est secrétaire général de la rédaction de la Revue historique de 1998 à 2012. Il est membre du Comité pour l’Histoire économique et financière de la France depuis 2009, et de la Commission internationale de diplomatique depuis 2010. Il est président de la section Histoire et philologie des civilisations médiévales du CTHS depuis 2019.
En 2024, il succède à Claude Gauvard à la co-direction de la Revue historique avec Jean-François Sirinelli,.

## Travaux
Olivier Mattéoni est spécialiste de l'histoire politique et sociale du Moyen Âge tardif. Il étudie la société politique et la formation de l'État dans le royaume de France, en s'intéressant aux pouvoirs politiques, à leurs idéologies, aux normes et aux pratiques administratives mises en place par ceux-ci,.
Il est également spécialiste de l'histoire des princes capétiens et valois descendants de saint Louis et de Jean II le Bon. Il travaille en particulier sur la maison capétienne de Bourbon, à laquelle il consacre sa thèse de doctorat et son mémoire d'habilitation à diriger des recherches,.

## Publications
- Olivier Mattéoni, Servir le prince : les officiers des ducs de Bourbon à la fin du Moyen Age (1356-1523), Paris, Publications de la Sorbonne, coll. « Histoire ancienne et médiévale », 1998, 507 p. (ISBN 978-2-85944-354-2, lire en ligne).
- Olivier Mattéoni et Guido Castelnuovo (dir.), De part et d’autre des Alpes » (II), Chancelleries et chanceliers des princes à la fin du Moyen Âge, Chambéry, Éditions de l’Université de Savoie, 2011, 294 p. (ISBN 978-2-9197-3201-2)
- Olivier Mattéoni, Institutions et pouvoirs en France : XIVe – XVe siècle, Paris, Picard, 2010, 268 p. (ISBN 978-2-7084-0885-2).
- Olivier Mattéoni, Un prince face à Louis XI : Jean II de Bourbon, une politique en procès, Paris, Presses universitaires de France, coll. « Le Nœud gordien », 2012, 407 p. (ISBN 978-2-13-058443-8).
- Olivier Mattéoni (dir.), Les Bourbons en leur bibliothèque (XIIIe – XVIe siècle), Paris, Éditions de la Sorbonne, 2022, 424 p. (ISBN 979-10-351-0794-9)

## Prix
- Prix Achille Allier du conseil départemental de l'Allier (1999)[3].
- 2e prix Gobert de l’Académie des inscriptions et belles-lettres (2000)[4],[5].
- Médaille de bronze du CNRS (2000)[6].
- Prix de la Dame à la licorne de la société des Amis du musée de Cluny pour l'ouvrage collectif (sous la dir. d'O. Mattéoni) Les Bourbons en leur bibliothèque (2023)[16],[17].